# Pablo Ruiz
 (décembre 2010).
Si vous disposez d'ouvrages ou d'articles de référence ou si vous connaissez des sites web de qualité traitant du thème abordé ici, merci de compléter l'article en donnant les références utiles à sa vérifiabilité et en les liant à la section « Notes et références ».
Pour les articles homonymes, voir Pablo Ruiz (homonymie) et Ruiz.
Pablo Ruiz, né Pablo Maximiliano Miguel Coronel Vidoz le 4 mai 1975 à Buenos Aires, est un chanteur et acteur argentin.

## Discographie
- 1985: Pablo Ruiz
- 1988: Un ángel
- 1989: Océano
- 1990: Espejos azules
- 1992: Irresistible
- 1994: 60/90
- 1997: Aire
- 1999: Was it something that I didn't say?
- 2001: Jamás
- 2003: Necesito tus besos
- 2005: Demasiado tarde
- 2009: Renacer